# 参創ハウテック
株式会社参創ハウテック（かぶしきがいしゃさんそうハウテック）は東京都文京区に本拠を置く工務店。住宅建築のほか、オーダーキッチン・オーダー家具の設計・製作・施工、及びキッチンパーツ・ハウジングパーツ「ekreaParts」の企画・開発・購買代理も行う。自然エネルギーを活用し、環境負荷に配慮した住宅づくりを目指し、特に耐震性能の確保とパッシブ・デザインを推進する工務店として知られる。

## 概要
主に施工エリアを東京都都心とし「家は住み始めて価値が生まれるもの」という理念のもと、一般顧客向けに性能とデザインを重視した重量木骨造（SE構法）、在来軸組工法、鉄筋コンクリート造、重量鉄骨造などの工法による住宅建築を行っている。とりわけ2012年に完成した住宅密集地でも冷暖房費10％削減を可能とする環境配慮型住宅（パッシブ住宅）は注目された。長期優良住宅への取り組みとして、2008年に同社ほか3社で組織された「東京家づくり工務店の会」は「東京・森の木の家プロジェクト」シリーズで3年連続国土交通省長期優良住宅先導的モデル事業に採択された。また、同社は東日本大震災時に、災害時の応急仮設住宅をつくるために発足した組織である全国木造建設事業協会（全木協）東京都協会の主幹事工務店に選ばれている。
同社が暖冷房や省エネを重視する背景には、創設者の清水康弘が北海道出身で、道内では厳しい寒さ対策として海外からの技術導入をして暖房対策に力を入れているのを目の当たりにしたが、関東では厳しい冷え込みに対しても対策が手薄であることを疑問に感じたことがきっかけだという。

## 沿革
- 1998年 - 株式会社参創ハウテックとして創設[1]。
- 2000年 - 「木造合理化システム耐久性能タイプ」（財団法人日本住宅・木材技術センター）承認を取得。OZONE完成保証制度登録。「ekrea」（ハウジングパーツカタログ）発刊[1]。
- 2002年 - ekreaオーダーキッチンショールームオープン[1]。
- 2004年 - 外張断熱工法にて財団法人建築環境省エネルギー機構の住宅型式認定等級4取得[1]。
- 2005年 - 本社事務所を東京都文京区大塚3-5-9に移転。ekreaパーツショールーム、重量木骨（SE構法）躯体展示ルームをオープン[1]。
- 2007年 - 「つくり手の会」を発足、代表者清水が初代会長に就任。「地域マスター工務店」会員登録[1]。
- 2008年 - 「東京家づくり工務店の会」を発足[1]。
- 2010年 - 野池学校（講師：野池政宏）を開催。東京校を運営（2012年まで）[1]。
- 2012年 - カサボン住環境設計、ekreaマーケティング室、ekrea特需部を東京都文京区大塚3-4-11に移転[1]。
- 2014年 - 本社・カサボン住環境設計を現在の東京都文京区大塚3-5-10に移転[1]。
- 2015年 - パッシブ冷暖事業部（参創Labo）を新設。暖冷房システムの販売及び省エネ技術開発・コンサルタント業務を開始。「1985地域アドバイザー拠点制度」認定。
- 2016年 - パッシブデザイン認証制度（PassDec）事業者として認定される[1]。
- 2017年 - 軽井沢建築社オープン。「ARPEGGIO－アルペジオ－」竣工。全国木造建設事業協会東京都協会の主幹事工務店に選任[1]。

## 受賞歴ほか
- 2001年 - リフォームコンテスト（リフォームセンター主催）総合部門「優秀作品賞」
- 2003年 - リフォームコンテスト（リフォームセンター主催）総合部門「住宅リフォーム推進協議会会長賞」
- 2008年 - 「東京・森の木の家プロジェクト」（東京家づくり工務店の会）が国土交通省2008年度第2回超長期住宅先導的モデル事業に採択。
- 2009年 - 「東京・森の木の家プロジェクト2」（東京家づくり工務店の会）が国土交通省2009年度第1回長期優良住宅先導的モデル事業に採択。
- 2010年 - 「東京・森の木の家プロジェクト3」（東京家づくり工務店の会）が国土交通省2010年度第1回長期優良住宅先導的モデル事業に採択。
- 2012年 - 
  - 「第29回住まいのリフォームコンクール」（公益財団法人 住宅リフォーム・紛争処理支援センター主催）優秀賞。
  - 「自立循環型住宅研究会アワード2012」（自立循環型住宅研究会主催）優秀賞。
- 2013年 - 「平成24年度サステナブル住宅賞」（新築部門）で「オープンルーフの家」が建築環境・省エネルギー機構理事長賞。[9]
- 2017年 - 「第34回住まいのリフォームコンクール」（公益財団法人 住宅リフォーム・紛争処理支援センター主催）で優秀賞。[10]

[以上、その他]

## 代表作
- 2013年「集いの山荘」[11]
- 2017年「ARPEGGIO－アルペジオ－」[11]
- 2017年「八雲の家」（堀部安嗣設計）[11]

## 関連会社
- カサボン住環境設計株式会社[1]

## 加盟団体
- 重量木骨プレミアムパートナー（SE構法登録施工店）[1]
- OZONE（リビング・デザインセンター）」登録工務店[1]
- 財団法人 住宅リフォーム・紛争処理支援センター[1]
- つくり手の会[1][2]
- 東京家づくり工務店の会[1][7][2]
- 自立循環型住宅研究会[1][2]
- ウッドマイルズ研究会[1]

## 著書
- 『パッシブデザインの住まいと暮らし／改訂版』著者：野池政宏、小林伸吾、清水康弘（泰文館 2018年6月1日）[12]
- 『パッシブデザインの住まいと暮らし』著者：野池政宏、小林伸吾、清水康弘（泰文館 2016年12月1日）[12]
- 『住まう人がわかる家づくり－つくり手から見えること－』著者：清水康弘（知道出版 2012年3月）[12]

※その他、同社社長清水康弘には 『トップが語る 仕事の指針・心の座標軸』（PHP出版社）、月刊『新建ハウジング・プラスワン』、月刊『戦略経営者』（TKC）誌上などに多くの著作がある。

## メディア

### テレビ
- 2016年9月25日 - BS12トゥエルビ - 「家の教科書～住宅のプロはどんな家に住んでいる?～」[14][6]